# Малехов
Мале́хов — село во Львовской городской общине Львовского района Львовской области Украины.
Население 2 336 человек, площадь — 5,79 км². Индекс — 80383.

## Географическое положение

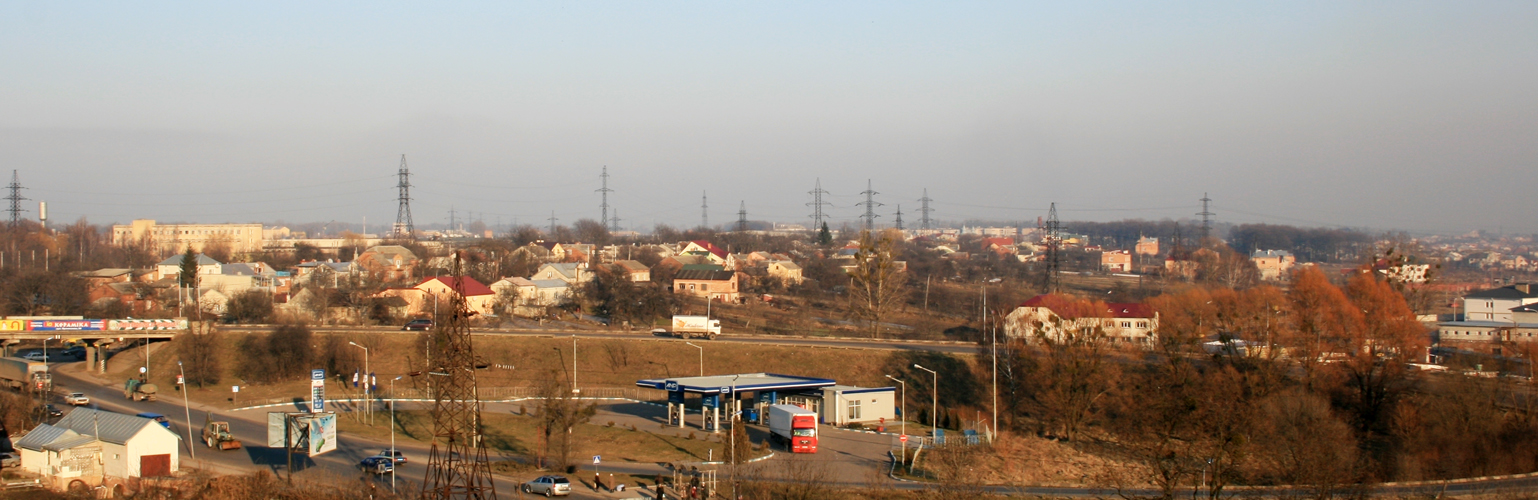
Вид на село Малехов со стороны улицы Хмельницкого во Львове

На запад от Малехова находится местность Збоища (в прошлом — село), к северу — Грибовичи и Дубляны, к востоку — Каменное (в прошлом — Ляшки Каменные). Воды с территории села текут в Полтву, собираясь в ручей, который течёт по середине территории села, с северо-восточного в юго-западном направлении к Каменному. Второй ручей течёт из Збоищ, с запада на восток, также к Каменному. Долины ручьев являются болотистыми.
Западной частью территории села проходит дорога Львов-Жолква.

## История
Первое упоминание о Малехове в исторических документах относится к 1377 году. Археологические находки свидетельствуют, что поселения на территории села существовали ещё в первые века нашей эры.
В документе 1377 года (Akta grodzkie и ziemskie, т.ІІІ, стр. 50) сообщается, что Мандрус Армянин продал свой фольварок Малохи (так назывался тогда Малехов) Яну Маховичу, русину. 30 сентября 1419 года король Владислав Ягайло перевёл сёла Малехов, Жидатичи и Клекотов на немецкое право (Akta grodzkie i ziemskie, т. IV, стр. 101). В 1489 году король Казимир Ягелончик утвердил обмен, осуществленный львовскими советниками, сёл Лучаны, Нагоряны и Большов (принадлежавшие больнице Св. Духа), на село Малехов, которое принадлежало Дмитрию Ходоровскому (Akta grodzkie и ziemskie, т. VII, стр. 167). Известно, что 10 февраля 1695 года под Малеховом оставались совершавшие здесь набег крымские татары.
Позже село было собственностью больницы Святого Лазаря во Львове. В 1880 году было 687 жителей в гмине, 23 на территории двора (431 грекокатолик, 266 римокатоликов). В селе был римокатолический приход, принадлежавший к Львовскому загородному деканату. Римо-католическую церковь основал в 1521 году Як из Хоментова, львовский судья. К приходу принадлежали Дубляны, Грибовичи, Збоища. В селе был также грекокатолический приход.